# 長臀鯡鯰
長臀鯡鯰，為輻鰭魚綱鯰形目北非鯰科的其中一種，分布於亞洲湄公河流域，體長可達13.3公分，棲息在溪流底層水域，屬肉食性，生活習性不明。